# Irving Langmuir
Irving Langmuir (31 tháng 1 năm 1881 - 1957) là một nhà hóa học và vật lý học Hoa Kỳ, ông đã được trao Giải Nobel hóa học năm 1932 cho đóng góp của ông đối với hóa học bề mặt. Giải Irving Langmuir là một giải thưởng về Vật lý và Hóa học được trao hàng năm luân phiên bởi Hội Hóa học Hoa Kỳ trong các năm chẵn và Hội Vật lý Hoa Kỳ trong các năm lẻ.
Ấn phẩm đáng chú ý của ông là bài viết nổi tiếng năm "Sắp xếp các electron trong nguyên tử và phân tử" trong đó, ông xây dựng trên lý thuyết nguyên tử lập phương của Gilbert N. Lewis và lý thuyết liên kết hóa học của Walther Kossel, ông vạch ra "lý thuyết tâm của cấu trúc nguyên tử". Ông đã là nhà hóa học công nghiệp đầu tiên nhận Giải Nobel. Phòng thí nghiệm nghiên cứu khí quyền Langmuir gần Socorro, New Mexico được đặt tên theo ông, tạp chí Hội hóa học Hoa Kỳ cũng được đặt tên theo tên ông, gọi là Langmuir.
Trong thời gian ở General Electric từ năm 1909–1950, Langmuir đã đạt tiến bộ trong nhiều lĩnh vực vật lý học và hóa học, sáng chế ra đèn sợi đốt bằng gas, kỹ thuật hàn hydro